# Consiliul Audiovizualului
Consiliul Audiovizualului al Republicii Moldova (prescurtat CA) este o autoritate publică autonomă din Republica Moldova, cu misiunea de a proteja interesul public în domeniul serviciilor de programe audiovizuale (radio, televiziune). Consiliul Audiovizualului prezintă anual un raport Parlamentului Republicii Moldova. Parlamentul numește cei 7 membri ai consiliului pe un mandat de 6 ani ce nu poate fi repetat. 
Consiliul Audiovizualului activează în baza Codului serviciilor media audiovizuale al Republicii Moldova (CSMA) nr.174/2018.  
Consiliul Audiovizualului (până în 2019 - Consiliul Coordonator al Audiovizualului) a fost creat în 1996 prin Legea audiovizualului nr. 603 din 3 octombrie 1995 și Hotărârea Parlamentului nr. 988 din 15.10.1996 în calitate de autoritate publică autonomă, cu statut de persoană juridică de drept public care reglementează domeniul comunicării audiovizuale.  
Echivalentul românesc al acestei autorități e Consiliul Național al Audiovizualului. 

## Atribuții
(1) Consiliul Audiovizualului asigură dezvoltarea serviciilor media audiovizuale în conformitate cu principiile comunicării audiovizuale prevăzute de prezentul cod.
(2) Consiliul Audiovizualului elaborează, dezbate public, aprobă, actualizează și pune în aplicare strategii de dezvoltare a serviciilor media audiovizuale pe termen mediu și lung.
(3) În vederea exercitării atribuțiilor sale, Consiliul Audiovizualului elaborează și supraveghează punerea în aplicare:
a) a reglementărilor privind condițiile, criteriile și procedura de acordare, de prelungire, de modificare, de suspendare și de revocare a licențelor de emisie și a autorizațiilor de retransmisiune;
b) a reglementărilor privind conținuturile serviciilor media audiovizuale liniare și neliniare, precum și privind serviciile de platformă de partajare a materialelor video;
c) a reglementărilor privind comunicările comerciale audiovizuale;
d) a reglementărilor privind regimul juridic al proprietății;
e) a reglementărilor privind modul de desemnare a membrilor Consiliului de supraveghere și dezvoltare și de examinare a raportului anual de activitate al acestuia;
f) a reglementărilor privind asigurarea accesului la servicii media audiovizuale, privind informarea corectă, dreptul la replică, protecția minorilor și a persoanelor cu dizabilități, egalitatea de gen;
g) a reglementărilor privind protejarea spațiului audiovizual național;
h) a metodologiilor de monitorizare a conținuturilor serviciilor media audiovizuale liniare și neliniare, precum și ale serviciilor de platformă de partajare a materialelor video;
i) a metodologiilor de monitorizare a pluralismului audiovizual și a respectării normelor privind remedierea situațiilor referitoare la situația dominantă în formarea opiniei publice;
j) a altor acte normative care asigură implementarea prevederilor prezentului cod;
k) a normelor și procedurilor interne prevăzute la art. 80 alin. (1).
Instrucțiunile și recomandările emise de Consiliul Audiovizualului se fac publice prin plasarea lor pe pagina web a instituției. 
În exercitarea atribuțiilor sale, Consiliul Audiovizualului adoptă decizii obligatorii, care intră în vigoare la data publicării pe pagina web și, după caz, în Monitorul Oficial al Republicii Moldova.
Toate deciziile Consiliului Audiovizualului sunt motivate. 
Deciziile Consiliului Coordonator al Audiovizualului pot fi contestate în instanță de contencios administrativ de către orice persoană care se consideră prejudiciată de acestea.

## Obligații
Obligațiile Consiliului Coordonator al Audiovizualului:
(1) În calitatea sa de garant al apărării interesului public în domeniul comunicării audiovizuale pe principii democratice și a drepturilor consumatorului de programe, Consiliul Coordonator al Audiovizualului este obligat să asigure:
b) încurajarea liberei concurențe;
c) un raport echilibrat între serviciile de programe oferite de operatorii naționali și cele oferite de operatorii locali și regionali;
d) protejarea demnității umane și protejarea minorilor;
e) protejarea spațiului informațional, patrimoniului lingvistic și cultural-național, inclusiv a culturii și limbilor minorităților naționale;
f) transparența mijloacelor de informare în masă din domeniul audiovizualului;
g) transparența activității proprii.

## Componența
Consiliul Audiovizualului este format din 7 membri, desemnați de Parlamentul Republicii Moldova.
Art. 76 alin. (1): Consiliul Audiovizualului este constituit din 7 membri, care trebuie să fie integri și să dețină experiență profesională în domeniul audiovizualului, al comunicării și jurnalismului, al cinematografiei, al culturii, al științei și cercetării, al dreptului, al tehnologiei informației și comunicațiilor, al publicității, precum și al activității academice. La constituirea Consiliului Audiovizualului se va urmări respectarea principiului egalității de gen.
Consiliul Audiovizualului este format din:
a) 3 membri propuși de fracțiunile parlamentare, cu respectarea reprezentării proporționale a majorității și a opoziției parlamentare;
b) un membru propus de Președintele Republicii Moldova;
c) un membru propus de Guvern;
d) 2 membri propuși de organizații ale societății civile, reprezentative pentru domeniul serviciilor media audiovizuale.
Candidații la funcția de membru al Consiliului Audiovizualului sunt selectați de comisia parlamentară de profil. 